# Derbi gaditano

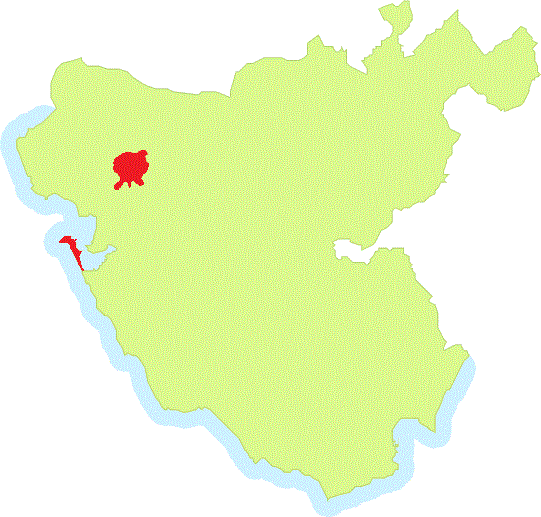
Las dos ciudades de Cádiz y Jerez en la Provincia.

El Derbi Gaditano es un partido de fútbol que enfrenta a los dos principales equipos de la provincia de Cádiz: El Cádiz Club de Fútbol, de la ciudad de Cádiz, y el Xerez Club Deportivo, de la ciudad de Jerez de la Frontera.
Ha sido considerado en numerosas ocasiones como un encuentro de alto riesgo debido a la gran rivalidad que se procesan las aficiones de ambos equipos, y sobre todo por sus respectivas peñas ultras: Las Brigadas Amarillas en el Cádiz Club de Fútbol y los Hools XCD en el Xerez Club Deportivo.La rivalidad en estos encuentros, a diferencia de en otros derbis españoles, no es una íntegramente deportiva, pues históricamente siempre ha habido una serie de discrepancias políticas en cuanto a la gestión, gobierno y territorio de la provincia.
Muchos de estos encuentros, más otros contra equipos de municipios vecinos de la Bahía de Cádiz, han sido escenario de batallas entre aficiones, dando como resultado numerosos detenidos, heridos y hospitalizados.
Durante el mandato de Pedro Pacheco como alcalde de Jerez, de 1979 a 2003 (24 años) el carácter "localista" de su gobierno desarrolló un clima de rivalidad entre las ciudades de Cádiz y Jerez. El rápido aumento demográfico de Jerez, sumado a su desarrollo tanto económico como en infraestructuras, hizo que la ciudad aventajara a la capital de la provincia a mediados del siglo XX. Este desarrollo propiciaría movimientos de ámbito local que reivindicaban a la ciudad de Jerez como capital y ciudad más importante de provincia.
Otro aspecto a tener en cuenta es el malestar que sufre toda la ciudad de Jerez con respecto al modelo de gestión de la provincia que lleva a cabo la Diputación Provincial de Cádiz, favoreciendo mucho más a la capital en detrimento del resto de municipios. Esto no solo ha llevado a diversos enfrentamientos entre los ciudadanos gaditanos y jerezanos, sino también a los alcaldes y gobiernos locales de ambas ciudades. Algunos ejemplos de esto son la construcción de la Ciudad Deportiva El Rosal para el Cádiz CF, con ayuda de fondos públicos de la Diputación, la construcción del segundo Puente de la Constitución de 1812, con un costo del doble de lo presupuestado y la escasa inversión en infraestructuras en la ciudad jerezana. El patrocinio por parte de la Diputación Provincial de Cádiz a equipos deportivos en la capital a la par del escaso apoyo económico prestado a los clubes deportivos jerezanos, el cierre del Banco de Alimentos de Jerez y su traslado a la Bahía de Cádiz,la tramitación por parte del Ayuntamiento de Cádiz, y en oposición al Ayuntamiento de Jerez de la Frontera, del cambio de nombre del Aeropuerto de Jerez, situado en esa misma ciudad, por el de Aeropuerto de Cádiz-Jerez,etc...

## Enfrentamientos y resultados

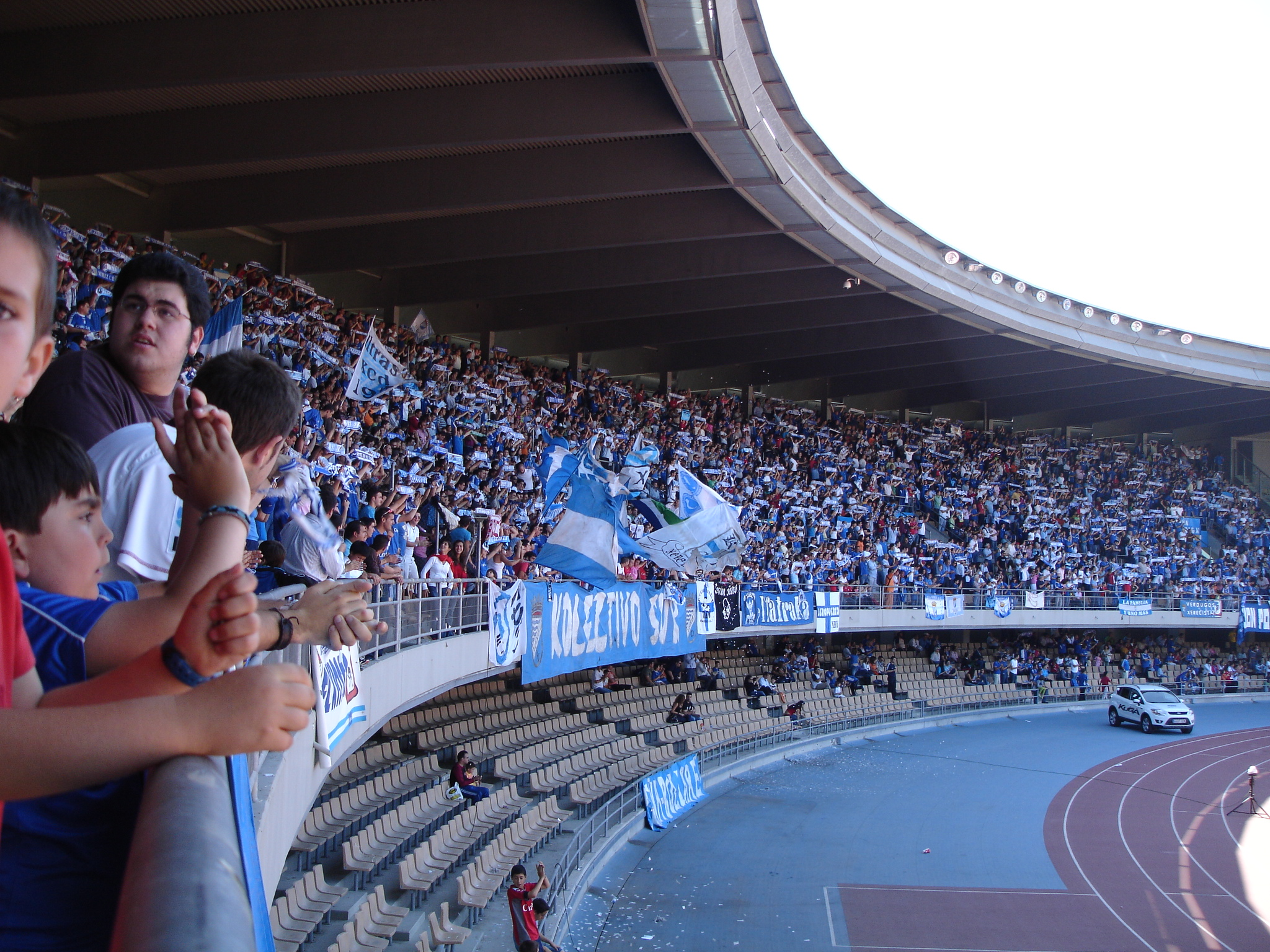
El Estadio Municipal de Chapín, hogar del Xerez Club Deportivo.

El Estadio Nuevo Mirandilla, campo del Cádiz Club de Fútbol.

### Liga
Las siguientes tablas recogen todos los partidos de Liga disputados entre el Cádiz CF y el Xerez CD en las distintas divisiones donde han competido, así como el resultado de dichos encuentros.
| Temporada | Equipo Local | Resultado | Equipo visitante | Competición   |
| --------- | ------------ | --------- | ---------------- | ------------- |
| 2007/2008 | Cádiz        | 2–1       | Xerez            | 2ª División   |
| 2007/2008 | Xerez        | 2–1       | Cádiz            | 2ª División   |
| 2006/2007 | Cádiz        | 1–2       | Xerez            | 2ª División   |
| 2006/2007 | Xerez        | 1–4       | Cádiz            | 2ª División   |
| 2004/2005 | Cádiz        | 0–1       | Xerez            | 2ª División   |
| 2004/2005 | Xerez        | 0–2       | Cádiz            | 2ª División   |
| 2003/2004 | Cádiz        | 2–2       | Xerez            | 2ª División   |
| 2003/2004 | Xerez        | 1–1       | Cádiz            | 2ª División   |
| 2000/2001 | Cádiz        | 1–1       | Xerez            | 2ª División B |
| 2000/2001 | Xerez        | 0–2       | Cádiz            | 2ª División B |
| 1999/2000 | Cádiz        | 1–0       | Xerez            | 2ª División B |
| 1999/2000 | Xerez        | 1–1       | Cádiz            | 2ª División B |
| 1998/1999 | Cádiz        | 4–0       | Xerez            | 2ª División B |
| 1998/1999 | Xerez        | 2–3       | Cádiz            | 2ª División B |
| 1996/1997 | Cádiz        | 0–2       | Xerez            | 2ª División B |
| 1996/1997 | Xerez        | 1–0       | Cádiz            | 2ª División B |
| 1995/1996 | Cádiz        | 2–1       | Xerez            | 2ª División B |
| 1995/1996 | Xerez        | 3–1       | Cádiz            | 2ª División B |
| 1994/1995 | Cádiz        | 0–1       | Xerez            | 2ª División B |
| 1994/1995 | Xerez        | 1–0       | Cádiz            | 2ª División B |
| 1982/1983 | Cádiz        | 2–1       | Xerez            | 2ª División   |
| 1982/1983 | Xerez        | 2–2       | Cádiz            | 2ª División   |
| 1971/1972 | Cádiz        | 0–0       | Xerez            | 2ª División   |
| 1971/1972 | Xerez        | 3–0       | Cádiz            | 2ª División   |
| 1969/1970 | Cádiz        | 1–0       | Xerez            | 3ª División   |
| 1969/1970 | Xerez        | 0–0       | Cádiz            | 3ª División   |

| Temporada | Equipo Local | Resultado | Equipo visitante | Competición |
| --------- | ------------ | --------- | ---------------- | ----------- |
| 1967/1968 | Cádiz        | 0–0       | Xerez            | 2ª División |
| 1967/1968 | Xerez        | 1–0       | Cádiz            | 2ª División |
| 1957/1958 | Cádiz        | 1–0       | Xerez            | 2ª División |
| 1957/1958 | Xerez        | 4–0       | Cádiz            | 2ª División |
| 1956/1957 | Cádiz        | 2–1       | Xerez            | 2ª División |
| 1956/1957 | Xerez        | 1–1       | Cádiz            | 2ª División |
| 1955/1956 | Cádiz        | 5–2       | Xerez            | 2ª División |
| 1955/1956 | Xerez        | 3–1       | Cádiz            | 2ª División |
| 1952/1953 | Cádiz        | 4–1       | Xerez            | 3ª División |
| 1952/1953 | Xerez        | 2–1       | Cádiz            | 3ª División |
| 1951/1952 | Cádiz        | 6–2       | Xerez            | 3ª División |
| 1951/1952 | Xerez        | 2–1       | Cádiz            | 3ª División |
| 1950/1951 | Cádiz        | 3–2       | Xerez            | 3ª División |
| 1950/1951 | Xerez        | 0–0       | Cádiz            | 3ª División |
| 1949/1950 | Cádiz        | 4–2       | Xerez            | 3º División |
| 1949/1950 | Xerez        | 4–2       | Cádiz            | 3º División |
| 1942/1943 | Cádiz        | 0–1       | Xerez            | 2ª División |
| 1942/1943 | Xerez        | 1–1       | Cádiz            | 2ª División |
| 1941/1942 | Cádiz        | 2–0       | Xerez            | 2ª División |
| 1941/1942 | Xerez        | 2–3       | Cádiz            | 2ª División |
| 1940/1941 | Cádiz        | 2–3       | Xerez            | 2ª División |
| 1940/1941 | Xerez        | 1–1       | Cádiz            | 2ª División |
| 1939/1940 | Cádiz        | 2–0       | Xerez            | 2ª División |
| 1939/1940 | Xerez        | 1–2       | Cádiz            | 2ª División |
| 1935/1936 | Cádiz        | 2–1       | Xerez            | 2ª División |
| 1935/1936 | Xerez        | 2–0       | Cádiz            | 2ª División |

### Copa del Rey
El 23 de octubre de 1985, el Xerez CD y el Cádiz CF se enfrentaron en la Segunda Ronda de la LXXXII Edición (82°) de la Copa de SM el Rey. El partido de ida se disputó en el Estadio Domecq en Jerez de la Frontera, donde el resultado sería de 1-1. En el partido de vuelta, disputado en el Estadio Ramón de Carranza en la capital de provincia, el Xerez se impondría al Cádiz por 1-3, con gol de cabeza del xerecista Rivas que sentenciaba el partido.
La siguiente tabla recoge todos los partidos de Copa disputados entre el Cádiz CF y el Xerez CD en las distintas ediciones de la Copa del Rey.
| Temporada | Ronda    | Partido | Equipo local | Resultado | Equipo visitante |
| --------- | -------- | ------- | ------------ | --------- | ---------------- |
| 1985/1986 | 2ª Ronda | Ida     | Xerez        | 1–1       | Cádiz            |
| 1985/1986 | 2ª Ronda | Vuelta  | Cádiz        | 1–3       | Xerez            |

### Trofeos
La siguiente tabla muestra todos los partidos disputados entre el Cádiz CF y el Xerez CD en diferentes torneos y competiciones amistosas, así como el resultado de dichos encuentros.
| Temporada | Equipo Local | Resultado | Equipo visitante | Competición           |
| --------- | ------------ | --------- | ---------------- | --------------------- |
| 1983/1984 | Xerez        | 0–0       | Cádiz            | Trofeo de la Vendimia |
| 1982/1983 | Xerez        | 2–1       | Cádiz            | Trofeo de la Vendimia |
| 1981/1982 | Xerez        | 1–1       | Cádiz            | Trofeo de la Vendimia |
| 1980/1981 | Xerez        | 2–1       | Cádiz            | Trofeo de la Vendimia |
| 1963/1964 | Xerez        | 1–0       | Cádiz            | Trofeo de la Vendimia |

## Estadísticas
- Partidos disputados: 59
- Victorias del Cádiz: 23
- Victorias del Xerez: 23
- Empates: 13
- Mayor goleada encajada por el Cádiz: 0-8 (1934)
- Mayor goleada encajada por el Xerez:  6-2 (1951-52) y 4-0 (1998-99)
- Goles anotados por el Cádiz: 79
- Goles anotados por el Xerez: 68

## Incidentes
- El 12 de mayo de 2007, en un partido entre el Cádiz CF y el Xerez CD disputado en la capital gaditana, se produjeron graves altercados. La afición del Cádiz levantó barricadas en plena calle y prendió fuego a varios contenedores cortando la principal avenida que atravesaba la ciudad. La Policía Nacional, con apoyo de la Policía local, tuvo que cargar contra decenas de aficionados.

- El 4 de noviembre de 2007, en un partido de Segunda División entre el Cádiz CF y el Xerez CD, se produjeron graves disturbios en las inmediaciones del Estadio Ramón de Carranza en Cádiz, donde la policía tuvo que volver a cargar contra algunos aficionados que habían vuelto a cortar la avenida con contenedores incendiados.

- El 20 de abril de 2014, en la ciudad de Chiclana de la Frontera, con el duelo entre el Chiclana CF "B" y el Xerez Deportivo FC, miembros del grupo ultra Komando Kriptonita del Chiclana CF, más las Brigadas Amarillas del Cádiz, que se habían acercado para este partido, se enfrentaron en una batalla campal entre estos dos grupos y el Kolectivo Sur de Jerez en el puente de Chiclana, pelea que se saldaría con 20 heridos, entre ellos un hombre arrojado al río. La Guardia Civil no produciría ninguna detención. Algunos medios de comunicación en Cádiz negarían esta agresión previa a los ciudadanos jerezanos, lo que molestó mucho en Jerez.

- El 15 de junio de 2014 en la capital, aficionados cadistas arrojaron piedras y otros objetos a la llegada de la expedición xerecista a la isla para ver el duelo entre el Cádiz 1812 CF y el Xerez Deportivo FC. Un grupo de entre 30 y 40 ultras, compuesto por miembros del Kolectivo Sur de Jerez y acompañados por miembros de los Biris Norte del Sevilla y armados con bates de béisbol, palos y palancas, destrozaron coches, motos y mobiliario urbano de los residentes del barrio gaditano del Cerro del Moro. La Policía Nacional abriría una investigación, deteniendo a 4 miembros del Kolectivo Sur y 3 de los Biris Norte.

- El 5 de agosto de 2015, saldría a la luz la noticia de que el Xerez CD despedía a Pablo Espejo, delegado del club, simplemente por ser aficionado del Cádiz.[10][11]

- El 4 de octubre de 2015, en la mañana que se enfrentaban el Cádiz CF "B" y el Xerez CD en la ciudad deportiva de El Rosal, en Puerto Real, se produjo un enfrentamiento entre 80 miembros de las Brigadas Amarillas del Cádiz contra 20 ultras del grupo Hool XCD de Jerez (una sección escindida del Kolectivo Sur tras la creación del Xerez Deportivo FC) Entre las armas identificadas se encontraron palos, botellas de vidrio e incluso un hacha. La batalla se saldaría con dos heridos y un hospitalizado. La Policía Nacional identificaría en el momento a 40 personas, aunque sólo detendría a 9 miembros del grupo xerecista y a tan sólo 3 del Cádiz, aunque posteriormente la cifra de detenidos ascendería a 21. Desde Jerez se recriminó la poca previsión de seguridad que tuvo el Cádiz CF y la cierta pasividad de la policía con los responsables del "bando gaditano".[10][12]Minutos más tarde, con el comienzo del partido, el equipo cadista mostraría una pancarta del grupo ultra Brigadas Amarillas en apoyo a Laura Ortega.[13]

- El 28 de octubre de 2015, el Xerez Deportivo FC daba a conocer, tras la negativa de la Federación Gaditana a cambiar el campo donde se disputaría el encuentro Balón de Cádiz CF - Xerez Deportivo FC, que el Cádiz CF sólo enviaba 50 entradas al conjunto jerezano para la venta a sus aficionados, y que por lo tanto las rechazaban al ser un número demasiado reducido de entradas. El partido se disputaría a puerta cerrada en El Rosal, mismo lugar donde semanas antes se produjeron los enfrentamientos entre ultras del Cádiz CF y Xerez CD